# Anonima Group
Anonima Group – amerykańska komitywa artystyczna. Powołana do istnienia w Cleveland w 1960 r. przez takich artystów jak Ernst Benkert, Francis Hewitt oraz Edwin Mieczkowski.
Artyści poruszeni kultem ego oraz automatycznego stylu abstrakcyjnych ekspresjonistów, pracowali na bazie kraty, celem ich twórczości było precyzyjne śledztwo naukowych fenomenów oraz psychologii percepcji optycznej.
Grupa w swoich manifestach sprzeciwiała się skrajnemu konsumeryzmowi oraz dostosowywaniu się artystów i ich sztuki do potrzeb widza, publiczności. Celem grupy była indywidualna ekspresja w ramach wcześniej ustalonych w grupie zasad, jakim podlegać ma tworzona sztuka.
Działalności malarskiej towarzyszyła także aktywność pisarska, w postaci propozycji, projektów i manifestów.